# Liberales (Suecia)
Los Liberales (en sueco: Liberalerna; L), conocido como el Partido Popular Liberal (en sueco: Folkpartiet liberalerna) hasta el 22 de noviembre de 2015, es un partido político liberal conservador de Suecia. Los liberales ideológicamente han mostrado una amplia variedad de tendencias liberales, como el liberalismo clásico y el liberalismo económico. El partido es miembro de la Internacional Liberal y Renovar Europa.
Históricamente, el partido se posicionó en el centro político, dispuesto a cooperar tanto con la izquierda política como con la derecha. Desde los liderazgos de Lars Leijonborg y Jan Björklund en la década de 2000 se posicionan más hacia la derecha. Fue parte del gobierno de coalición de centroderecha de la Alianza liderado por el primer ministro Fredrik Reinfeldt de 2006 a 2014. Las políticas del partido incluyen la acción hacia una economía de libre mercado y el apoyo para que Suecia se una a la OTAN y la eurozona, también esta a favor de la energía nuclear.
Luego de las elecciones de 2018, el partido decidió brindar apoyo al gobierno de las socialdemócratas, Jan Björklund anunció su renuncia al liderazgo del partido, después de 11 años al frente de los liberales. Fue sucedido por Nyamko Sabuni en junio de 2019. Después de la crisis del gobierno sueco de 2021, el partido retiró su apoyo a los socialdemócratas, y decidió reanudar conversaciones con los partidos de centroderecha.
Actualmente el partido colaborara con el Partido Moderado (M), los Demócratas Cristianos (KD) y desde 2022 con el partido de derecha radical los Demócratas de Suecia (SD). L ha adoptado puntos de vista populistas más derechistas, como una política migratoria más restrictiva y ha criticado duramente a las escuelas musulmanas. El partido luego de las elecciones de 2022, acordó unirse formar un gobierno de coalición con los M y KD, apoyado por SD.

## Historia
El liberalismo en Suecia tuvo sus inicios en 1902, cuando se formó la Asociación Nacional de Mente Libre (en sueco: Frisinnade Landsföreningen) se forma como el primer partido liberal de Suecia con una organización nacional de base, dependiente en gran medida del movimiento de la iglesia. En 1910 después de que las mujeres son habilitadas para ser elegidas para los consejos municipales en Suecia, la defensora del voto femenino, Valborg Olander fue elegida como una de las primeras mujeres para el consejo de la ciudad de Falun por el Partido Liberal.
En 1923, la Asociación Nacional de Mente Libre se divide debido a opiniones distintas sobre la prohibición del alcohol; la minoría anti-prohibición forma el Partido Liberal de Suecia, y los que continuaron en el partido llegarían a liderar varios gobiernos durante los próximos años.

### Partido Popular Liberal (hasta 2015)
En 1934, los partidos se reconcilian y forman el Partido Popular (en sueco: Folkpartiet). Entre 1939 a 1945 participa en un gobierno de coalición durante la Segunda Guerra Mundial con todos los partidos políticos de Suecia, excepto los comunistas. Suecia permaneció neutral durante guerra.

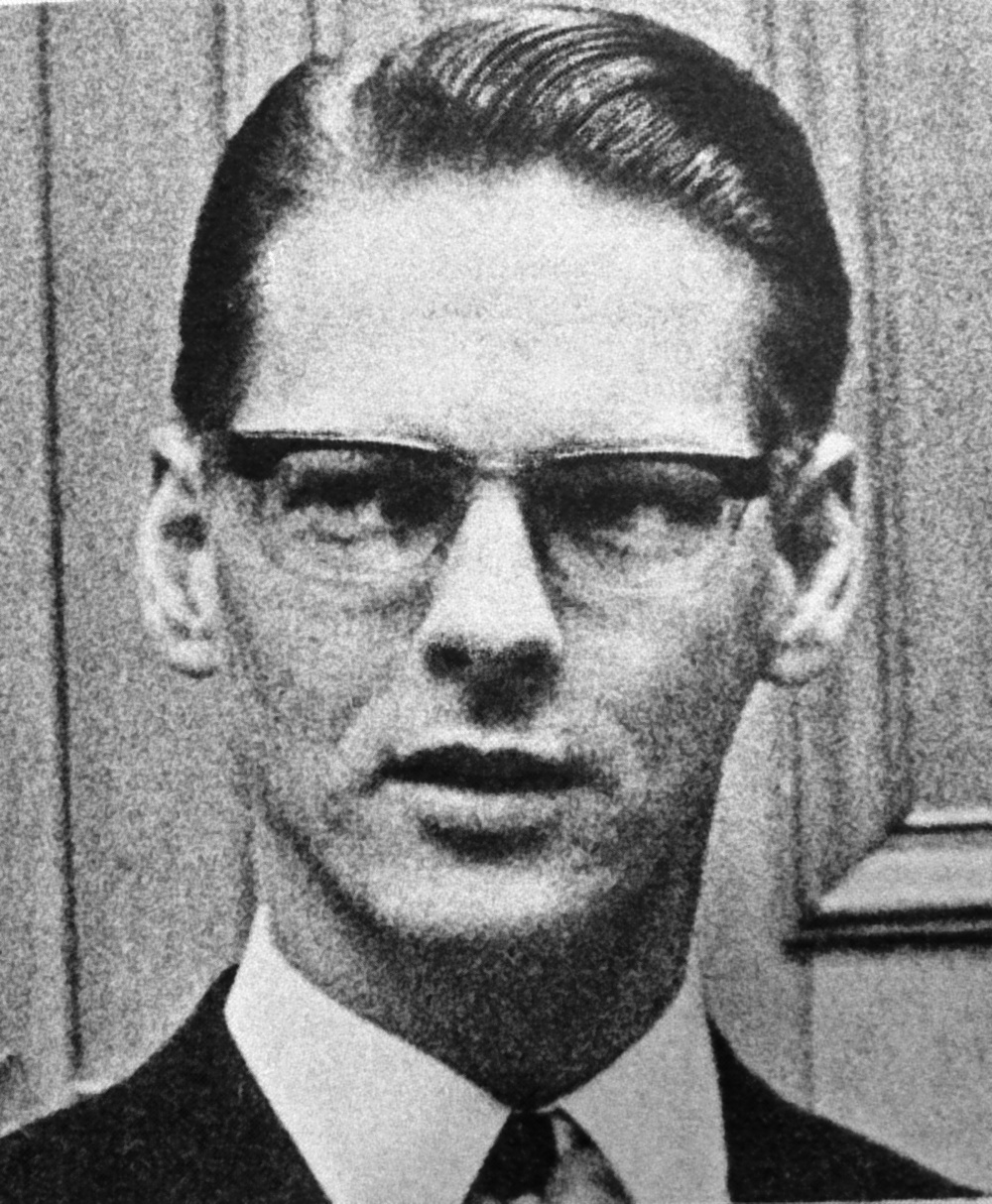
Ola Ullsten, primer ministro de Suecia de 1978 a 1979

En 1976, forma parte de en un gobierno de coalición con el Partido Moderado (M) y Partido del Centro (C), que pone fin a 44 años de gobierno del Partido Socialdemócrata.Dos años después, la coalición se desmoronó y el Partido Popular forma un gobierno minoritario de corta duración por sí mismo, con su presidente Ola Ullsten como primer ministro de Suecia y Hans Blix como ministro de Relaciones Exteriores. En 1979, se reanudar la coalición con M y C, luego en 1980, los moderados abandona la coalición por desacuerdos sobre las políticas fiscales y los liberales continuaron en el gobierno de coalición con el Partido del Centro.
En 1990, añade Liberal a su nombre para convertirse en el Partido Popular Liberal, en el año siguiente forma parte del gobierno de coalición de centroderecha con M, C y los Demócratas Cristiano (KD) con el líder de los moderados Carl Bildt, como primer ministro. En 2002 el líder del partido, Lars Leijonborg, propuso formar un gobierno de coalición verde-liberal con M, C, KD y el Partido Verde (MP), pero no se logró ningún acuerdo. En 2006 los liberales, forma parte del gobierno de coalición de luego de haberse unido a la Alianza por Suecia en el mismo año, con el líder de los moderados Fredrik Reinfeldt, como primer ministro.

### Liberales (desde 2015)
En 2015 el Partido Popular Liberal cambia de nombre a Liberales. En 2018 junto con C, votó en contra de un gobierno con KD y M, liderado por el líder moderado, Ulf Kristersson después de las preocupaciones de que dicho gobierno dependiera del apoyo del partido de derecha radical, los Demócratas de Suecia (SD). Posteriormente en 2019 se disolvió la Alianza por Suecia y junto con C, votó a favor de apoyar externamente un gobierno socialdemócrata-verde liderado por el líder socialdemócrata, Stefan Löfven después de llegar a un acuerdo con distintos puntos. El mismo año Jan Björklund anunció que renunciará como líder del partido.
En 2021, después de la crisis del gobierno sueco de 2021, el partido retira su apoyo a Löfven, y decidió apoyar un gobierno de centroderecha con Ulf Kristersson como primer ministro. Luego de las elecciones generales de 2022 el partido acuerda formar un gobierno de coalición con KD y M, con el apoyo externo de SD.

## Ideología
La ideología oficial del partido ha sido históricamente el liberalismo social, que significa que tiene un fuerte compromiso ideológico con una economía mixta, con apoyo a programas de estado de bienestar integrales. Aunque inicialmente se alió con el Partido Socialdemócrata Sueco en la lucha por la democracia, lograda en 1921 y la reforma social, los liberales llegaron a ser parte de la oposición desde los años treinta en adelante, oponiéndose a las demandas socialdemócratas de nacionalización de las empresas privadas. En los últimos años, y especialmente bajo el liderazgo de Jan Björklund, el partido se ha movido marcadamente hacia el liberalismo conservador en sus actitudes sociales.

### Política exterior
En política exterior, orientado por los Estados Unidos y el Reino Unido, el partido fue un fuerte oponente del comunismo y el nazismo durante el siglo XX. Si bien fue parte y apoyó al gobierno de gran coalición sueco y su posición de neutralidad durante la Segunda Guerra Mundial, el partido abogó por una postura activa contra la Unión Soviética durante la Guerra Fría. El partido junto con el Partido Moderado, apoyó activamente la lucha de los pueblos bálticos contra el régimen soviético. 
Los liberales apoyaron a los Estados Unidos en la guerra de Vietnam y la invasión de Irak. Después del final de la Guerra Fría, se convirtió en el primer partido sueco en pedir el abandono de la neutralidad tradicional del país a favor de unirse a la OTAN. Los liberales también apoya firmemente a Israel, en el conflicto con Palestina.

### Unión Europea
A nivel europeo, el Partido Popular Liberal apoyó firmemente el surgimiento de la Unión Europea e hizo campaña para la entrada sueca en ella. También hizo campaña para unirse a la Unión Económica y Monetaria de la Unión Europea, pero esto fue rechazado por los suecos en un referéndum en 2003. El partido es considerado el partido más pro-europeo de Suecia. Apoya la ampliación de la UE, incluida la posibilidad de que Turquía se una a condición de reformas democráticas, y también aboga por nuevas medidas integradoras, con algunos miembros, incluida la organización juvenil, pidiendo abiertamente un único Estado federal europeo.

## Controversia

### Piratería informática de 2006
El 4 de septiembre de 2006, sólo unas semanas antes de las elecciones generales de 2006, el Partido Socialdemócrata informó a la policía que su red interna había sido hackeada. Se informo que miembros del Partido Popular Liberal habían copiado información secreta aún no publicada oficialmente para contraatacar las propuestas políticas socialdemócratas en al menos dos ocasiones. El 5 de septiembre, el secretario del partido, Johan Jakobsson, decidió renunciar voluntariamente. Los principales miembros del partido y su organización juvenil estaban bajo investigación policial por ser sospechosos de actividad criminal. Sin embargo, todos los miembros del partido fueron absueltos por el tribunal, mientras que un funcionario de la organización juvenil del partido, así como uno de los socialdemócratas y un reportero de un periódico, fueron declarados culpables.

## Resultados electorales

### Elecciones generales
|  | 12,9 % |

|  | 12,0 % |

|  | 12,9 % |

|  | 22,7 % |

|  | 24,4 % |

|  | 23,8 % |

|  | 15,2 % |

|  | 15,5 % |

|  | 15,0 % |

|  | 14,3 % |

|  | 15,2 % |

|  | 9,4 % |

|  | 11,1 % |

|  | 10,6 % |

|  | 5,0 % |

|  | 14,2 % |

|  | 12,2 % |

|  | 9,1 % |

|  | 5,2 % |

|  | 4,7 % |

|  | 13,4 % |

|  | 5,5 % |

|  | 5,0 % |

|  | 5,4 % |

|  | 5,5 % |

|  | 4,6 % |

## Liderazgo

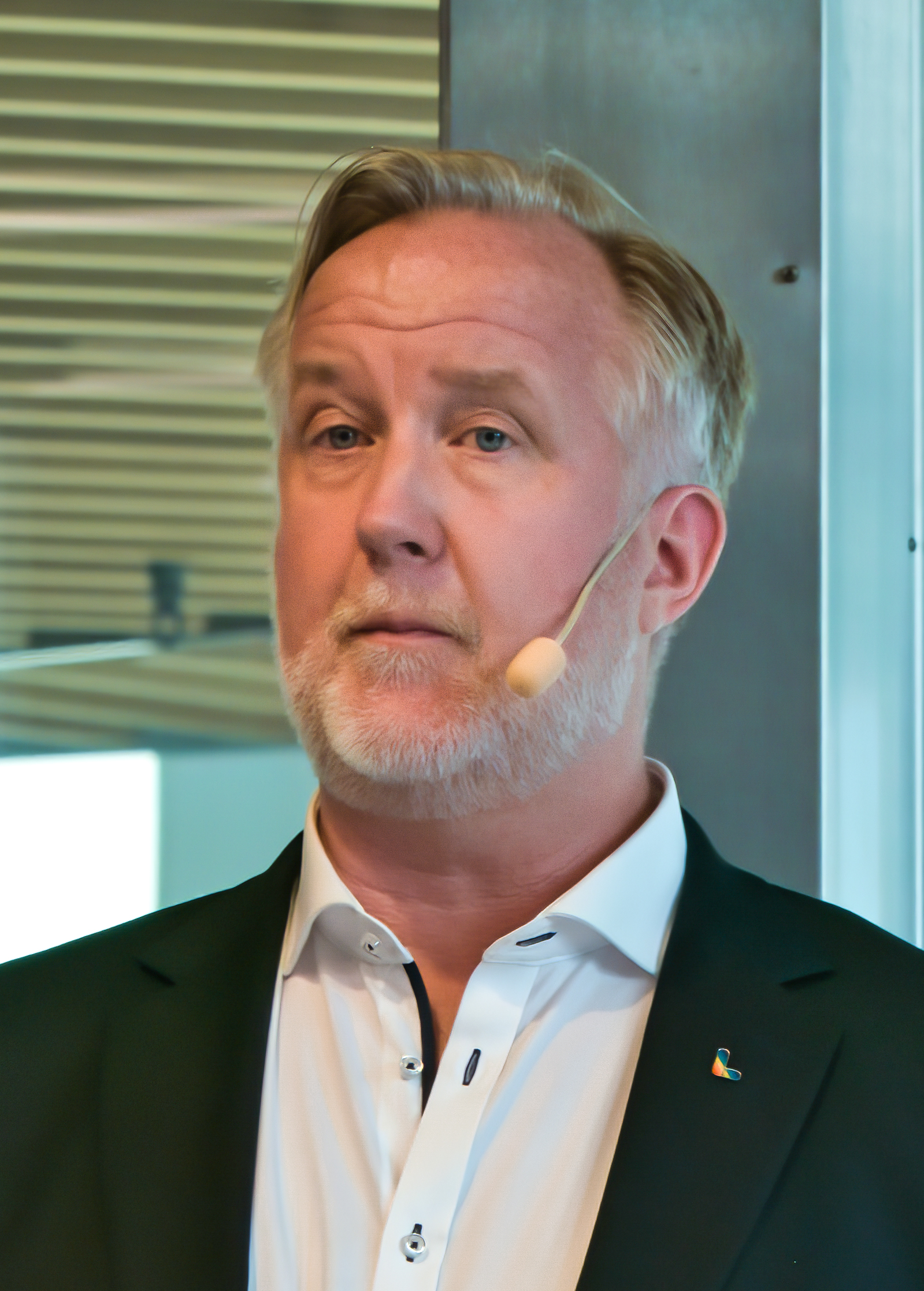
Johan Pehrson, actual líder del partido

- Gustaf Andersson (1935-1944)
- Bertil Ohlin (1944-1967)
- Sven Wedén (1967-1969)
- Gunnar Helén (1969-1975)
- Per Ahlmark (1975-1978)
- Ola Ullsten (1978-1983)
- Bengt Westerberg (1983-1995)
- Maria Leissner (1995-1997)
- Lars Leijonborg (1997-2007)
- Jan Björklund (2007-2019)
- Nyamko Sabuni (2019-2022)
- Johan Pehrson (desde 2022)